# Datajournalistik
För sjukvårdens datorjournal/datajournal, se Patientjournal.
Datajournalistik är journalistik som bygger på data. Begreppet täcker in en rad närbesläktade aktiviteter inom gränsområdet mellan undersökande journalistik, datavetenskap, statistik och datavisualisering. Datajournalistik kan bedrivas i olika delar av den journalistiska processen, till exempel automatiskt inhämtande av information, användning av mjukvara för att analysera svåröverskådliga mängder dokument, bearbetning av stora siffermaterial eller visualisering av data.
Datajournalistik som fenomen sträcker sig tillbaka till 1800-talet. Ett av de tidigaste exemplen är Florence Nightingales rapportering om dödsorsaker i den brittiska armén 1852, där hon använde sig av siffror och visualiseringar för att styrka sin tes. Under 1900-talet dök begrepp som Computer-Assisted Reporting, Precision Journalism och Data-driven reporting upp och syftade ofta på samma typer av journalistiska arbetssätt som i dag kallas datajournalistik. Mer moderna exempel på datajournalistik är resultatet av Panamadokumenten och Paradisläckan. 
Ett problem som datajournalister stöter på är avsaknaden av standarder för tillgängliggörande av data, då det företrädesvis är API:er - gärna för öppna data - som främst föredras. Statistik är nämligen bra underlag för journalister att skapa nyheter av, men då krävs samtidigt att det är möjligt att jämföra de olika underlagen.
Några nutida redaktioner som ägnar sig åt datajournalistik är The Upshot hos New York Times, Vox, och FiveThirtyEight.